# Gari (Russia)
Gari (in russo Гари?) è un insediamento di tipo urbano dell'oblast' di Sverdlovsk, in Russia; è il centro amministrativo del distretto Garinskij.
Si trova nel nord-est della regione di Sverdlovsk, sulla riva destra del fiume Sos'va.